# Palazzo Cavalcanti
Palazzo Cavalcanti è un edificio monumentale di Napoli ubicato in via Toledo.

## Storia ed architettura
Il palazzo venne eretto nel Settecento su commissione del marchese Angelo Cavalcanti che diede l'incarico a Mario Gioffredo.
Nell'Ottocento venne sopraelevato di un ulteriore piano e, dal 1945 al 1980, divenne casa di riposo.
Nel 1981 fu annesso alla proprietà comunale e fu oggetto di un restauro conservativo progettato da un noto studio di architettura napoletano (Vulcanica architettura).
Oggi il piano nobile dell'edificio è adibito a sede degli uffici del Servizio Cultura del Comune di Napoli.

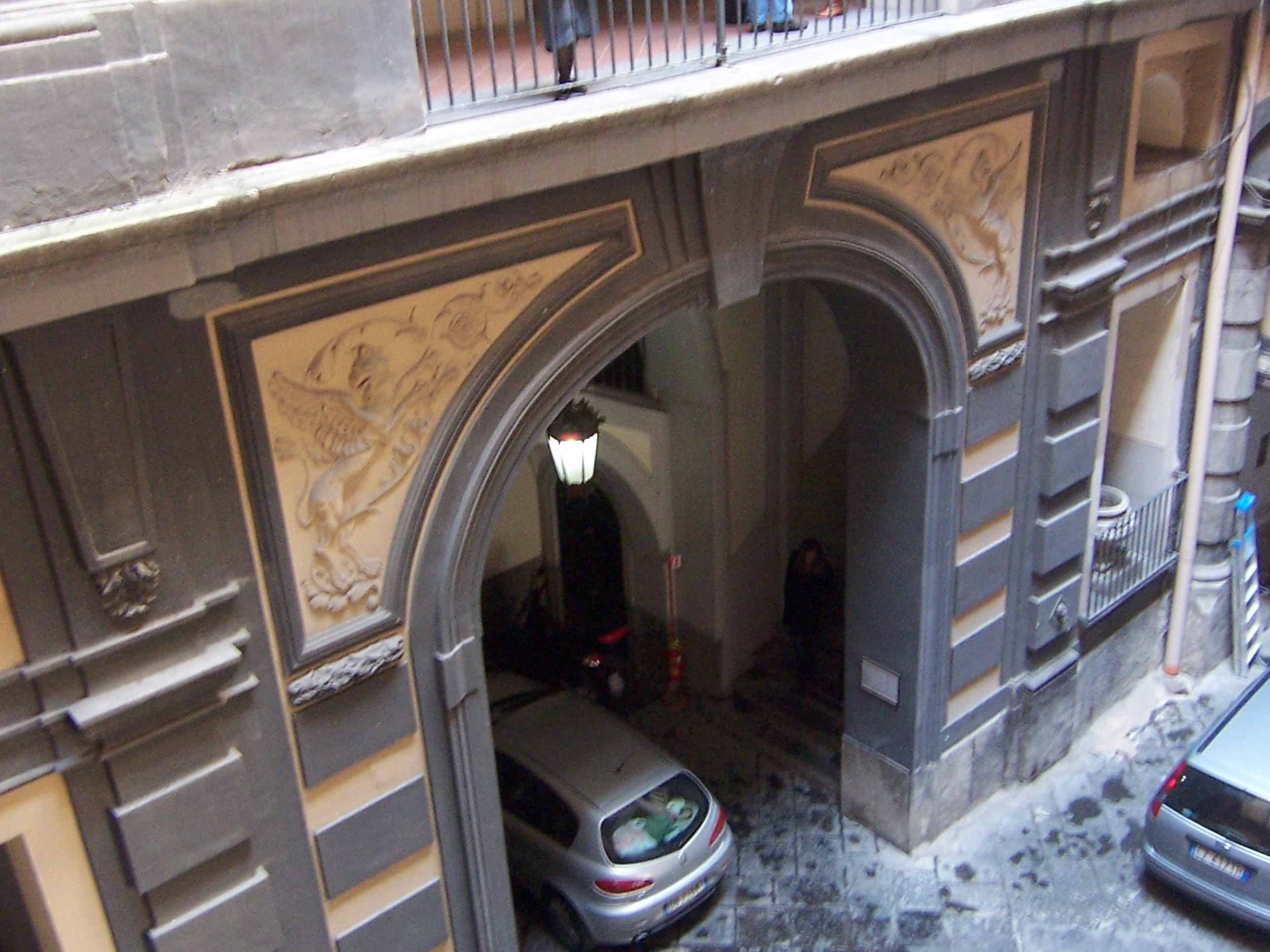
Particolare del cortile interno

L'opera è in stile neoclassico e si eleva su cinque piani originari e corte all'interno.

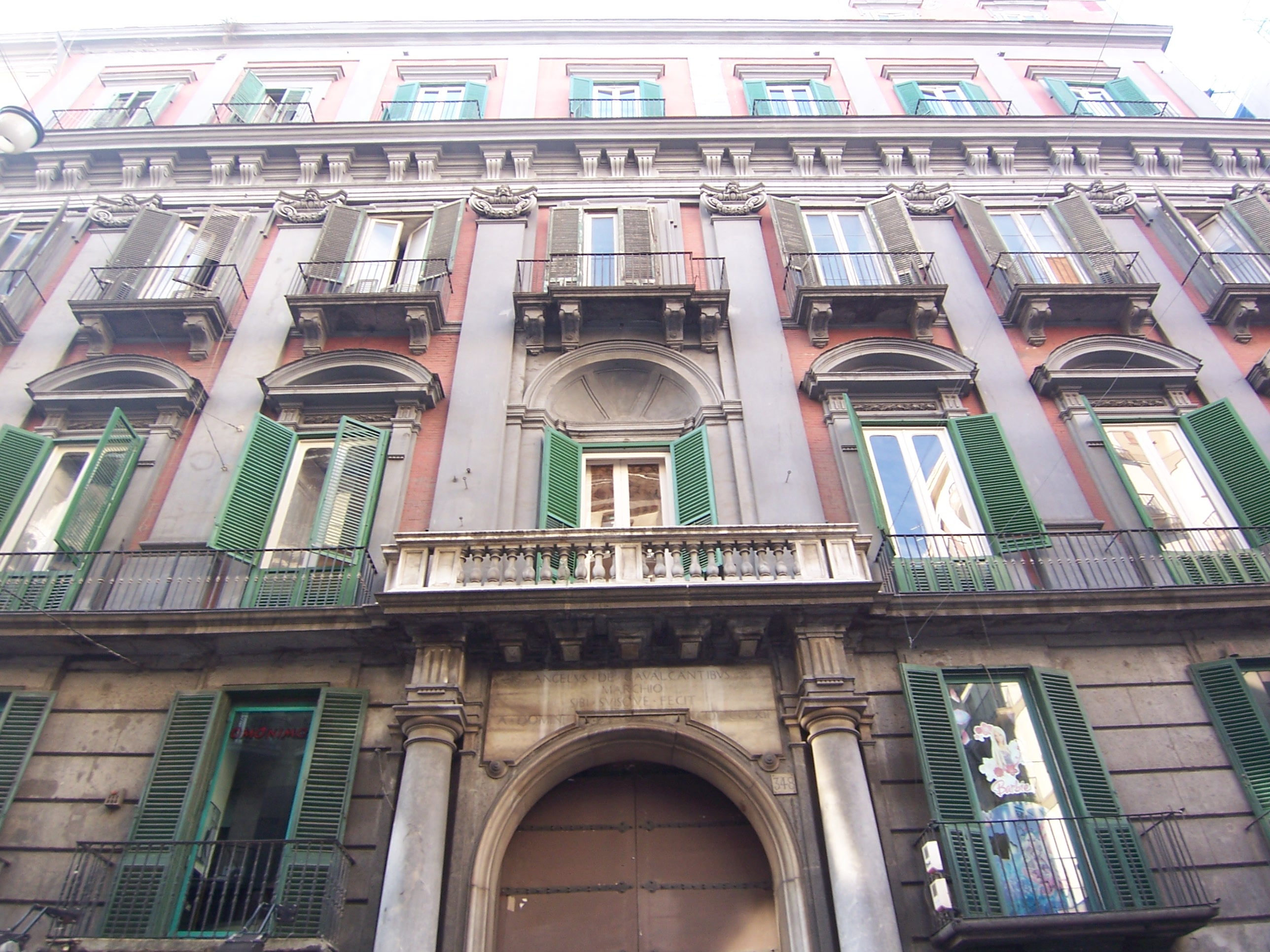
Particolare della facciata

La facciata è scandita da lesene composite in ordine gigante che inquadrano le colonne di finestre del primo e secondo piano. Quelle del primo piano hanno una decorazione con timpano arcuato e finestra centrale posta in una nicchia decorata a stucco; inoltre è presente una lunga balconata che corre per tutta la lunghezza della facciata. Le finestre del secondo piano hanno una decorazione più semplice. Di notevole bellezza è il portale decorato con colonne doriche poggiate su un basamento in piperno.
La scala del cortile che corre lungo la facciata del cortile è articolata su tre lati coperti da volte ribassate; la rampa centrale è impostata su tre ballatoi di riposo e due rampe più piccole.
Nelle sale del piano nobile si conservano ancora decorazioni in stile neoclassico.